# Moster
En moster er en persons mors søster og er genetisk beslægtet med personen.
En persons mosters mand kaldes for onkel.